# Bathyraja papilionifera
Bathyraja papilionifera — вид хрящевых рыб рода глубоководных скатов семейства Arhynchobatidae отряда скатообразных. Обитают в юго-западной части Атлантического океана. Встречаются на глубине до 1550 м. Их крупные, уплощённые грудные плавники образуют округлый диск со треугольным рылом. Максимальная зарегистрированная ширина диска 103 см. Откладывают яйца. Являются объектом целевого промысла.

## Таксономия
Впервые новый вид был научно описан в 1987 .  Видовой эпитет происходит от слов лат. papillo — «бабочка» и лат. fero — «нести на себе», «иметь» и связан с узором, покрывающим диск этих скатов. Голотип представляет собой неполовозрелую самку длиной 68,1 см, пойманную у северного побережья Аргентины (40°23′ ю. ш. 56°07′ з. д.) на глубине 940—1040 м. Паратипы:  самец длиной 39,4 см и неполовозрелая самка длиной 39,4 см, пойманные там же.

## Ареал
Эти скаты широко распространены в глубоких водах Аргентины, Уругвая и Фолклендских островов. Встречаются на глубине от 827 до 1550 м.

## Описание
Широкие и плоские грудные плавники этих скатов образуют ромбический диск с широким треугольным рылом и закруглёнными краями. Позади глаз имеются брызгальца. На вентральной стороне диска расположены 5 жаберных щелей, ноздри и рот. Хвост длиннее диска. На хвосте пролегают латеральные складки. У этих скатов 2 редуцированных спинных плавника и редуцированный хвостовой плавник. Рыло мягкое, притуплённое и полупрозрачное. У особей с диском шире 40 см его ширина составляет 65—75 % от общей длины. Максимальная зарегистрированная длина 103 см.  Средняя ширина диска скатов. попадающихся в уловах, колеблется в пределах 75—90 см. Дорсальная поверхность диска у молодняка тёмная с маленькими бледными пятнышками и крупными более тёмными отметинами. С возрастом пятнышки исчезают. Окраска взрослых скатов варьируется от ровного бледно-коричневого до ярко-кремового цвета. Рострум и межглазничное пространство белые. У мелких экземпляров центральная часть вентральной поверхности диска белая, а края, брюшные плавники и область вокруг ануса серые. Иногда на брюхе бывает пара крупных пятен. У вкрослых скатов  вентральная поверхность диска белая, лишь по краям сохраняется серая каёмка. Вентральная поверхность хвоста тёмная, а кончики передних краёв лопастей брюшных плавников цвета известняка. Дорсальная поверхность хвоста плотно усеяна жёсткими шипиками, образующими две полосы, которые тянутся по обе стороны от позвоночника до лопаточной области.  Задняя часть диска (позади области наибольшей ширины) гладкая, тогда как передняя часть покрыта мелкими шипами, распространяющимися вдоль передних краёв грудных плавников. Иногда между глаз бывают небольшие колючки. Срединный ряд пролегает от затылка до первого спинного плавника вдоль центральной линии тела и состоит из 1—5 крупных колючек. Хвостовой срединный ряд у взрослых образован 18—27 (обычно 20—24) шипами, а у молодых 28—30. Иногда шипы отваливаются, оставляя шрамы. Лопаточные, орбитальные и межбрызгальцевые колючки отсутствуют. Спинные плавники расположены близко друг к другу, шипы между ними зачастую отсутствуют, а если имеются, то крупные.  Зубы конические и заострённые.      

## Биология
Эмбрионы питаются исключительно желтком. Эти скаты откладывают яйца, заключённые в роговую капсулу с твёрдыми «рожками» на концах.

## Взаимодействие с человеком
Эти скаты представляют средний коммерческий интерес и попадаются в качестве прилова в ходе ярусного промысла патагонского клыкача. Международный союз охраны природы  ещё не оценил охранный статус вида.